# Caluya
Caluya est une municipalité de la province d'Antique, aux Philippines. Elle recouvre entièrement l'archipel du même nom, formé de 10 îles dont les trois principales sont Semirara, Buad et Molocamboc.

## Barangays
Caluya est divisée en 18 barangays.
| - Alegria - Bacong - Banago - Bonbon - Dawis - Dionela - Harigue - Hininga-an - Imba | - Masanag - Poblacion - Sabang - Salamento - Semirara - Sibato - Sibay - Sibolo - Tinogboc |